# Stazione di Trieste Scalo Legnami
La stazione di Trieste Scalo Legnami è una stazione ferroviaria posta sulla ferrovia Trieste Campo Marzio-Trieste Servola (linea bassa)

## Strutture e impianti
L'impianto è  limitato ad un binario di sorpasso sulla "linea bassa" da Trieste C.M. a Servola, al servizio dei numerosi binari di raccordo per lo scalo dei Legnami (tettoie) e per il molo al servizio dello stesso.

## Movimento
A suo tempo, fino al 1935, la "Parenzana"  a scartamento ridotto vi effettuava una fermata per i viaggiatori.
Dal 2010 anche il servizio merci è del tutto cessato, in quanto lo scalo gestiva solo carri singoli o gruppi di carri e tale traffico oggi non viene più effettuato.
I binari sono stati parzialmente smantellati nel 2020, in occasione del rinnovo della elettrificazione della sovrastante "linea alta", per agevolare il lavoro di fissaggio dei nuovi tralicci.
Inoltre il sedime è stato utilizzato come cantiere per i lavori del nuovo raccordo per la Piattaforma Logistica, che però si dirama, lato Servola, prima della vecchia stazione, che però rivive in qualche misura con la posa in di un nuovo binario di sosta, tronco lato Trieste.